# クイーニー・アイ
「クイーニー・アイ」（英語: Queenie Eye）は、ポール・マッカートニーの楽曲。作詞作曲は、プロデューサーのポール・エプワースとの共作。
2013年に発売されたアルバム『NEW』の4曲目に収録されている楽曲で、アルバムからの第2弾シングルとしてリリースされた。
この曲のタイトルおよび「Queenie Eye, Queenie Eye, Who's Got A Ball?...」というフレーズは、ポールが子供の頃に遊んだ童遊び「Queenie Eye」が元となっている。

## ミュージック・ビデオ
この曲にはサイモン・アボウドの監督を務めたミュージック・ビデオが存在する。10月2日にアビー・ロード・スタジオで撮影され、プロデューサーであるジャイルズ・マーティンや、ジョニー・デップ、テイク・ザット、ゲイリー・バーロウ、ピーター・ブレイク、ジェームズ・コーデン、 トム・フォード、ジェレミー・アイアンズ、ジュード・ロウ、ショーン・ペン、クリス・パイン、ジャック・サヴォレッティ、ローラ・ベイリー、リリー・コール、アリス・イヴ、アリアナ・ディ・ロレンツォ、ケイト・モス、タマラ・ロホ、ダフネ・セルフ、メリル・ストリープ、トレイシー・ウルマンといった著名人が出演している。このほか、撮影の5日前に急遽募集したエキストラ（ロンドン在住のファン20名）も出演している。なお、ミュージック・ビデオ公開前に、ジョニー・デップがイヤフォンで本作を聴きながら口ずさむ予告動画が公開されている。

## 演奏
- ポール・マッカートニー - ボーカル、ギター、ベースギター、ラップスチールギター、ピアノ、メロトロン、モーグ・シンセサイザー、シンセサイザー、メロトロン、タンブリン
- ポール・エプワース - ドラムス

## ライブ演奏
10月10日のニューヨークでライヴ初披露、アウトゼアーツアーでは、2013年11月の日本公演よりセットリストに加えられた。 東京ドーム公演にてこの曲が披露される様子は、『NEW (コレクターズ・エディション)』に収録されている。
また、2014年の第56回グラミー賞授賞式での演奏時は、ポールと同じく元ビートルズのメンバーだったリンゴ・スターがドラムスを担当し、5年ぶりの共演を果たした。